# Frente a frente (álbum de Carajo)
Frente A Frente es el quinto álbum de estudio de la banda de Nu metal Carajo, que fue lanzado el 25 de septiembre de 2013. Fue grabado entre mediados de 2012 y 2013. El primer corte de difusión del álbum fue la canción "Shock" (la cual podía descargarse junto con el videoclip a través de la página web oficial de la banda), y fue seguido por "La Venganza de los Perdedores" y "Tracción a Sangre". También, siguiendo la temática del álbum, fueron presentados en dos ediciones los videoclips de los últimos dos cortes "Drama" y "Para Vos" en dos shows el 12 y 13 de diciembre de 2014 en el Teatro Vorterix (Viernes Alternativo) y el Teatro Flores (Sábado Pesado) respectivamente.
El lanzamiento de este disco marca el regreso a las discográficas independientes tras finalizar su contrato con Universal Music.
La idea del nombre para este álbum surgió debido a que en cada CD se encuentran enfrentados los dos mundos de Carajo: en el primer CD pueden escucharse canciones más "metaleras" y con un sonido más pesado que se orienta al metalcore; en cambio en el segundo, se encuentran canciones en donde se le da más importancia a las melodías, aunque siempre manteniendo el estilo característico de la banda. El arte de este álbum cuenta con ciertas particularidades como que en la tapa del disco posee un espejo, el cual refuerza la idea principal del mismo. Además contiene 16 postales con las letras para cada una de las canciones y una última postal de agradecimientos.

## Lista de temas

### CD 1
1. Trágico Mundo Caído (04:59)
2. Drama (03:44)
3. Shock (03:31)
4. La Venganza de los Perdedores (04:49)
5. Versus (05:01)
6. Infección (03:24)
7. A Espaldas del Bien (04:12)
8. Algo Habremos Hecho (06:27)

### CD 2
1. Tracción a Sangre (03:31)
2. Para Vos (04:00)
3. El Cofre del Pasado (04:35)
4. Sobrevivir (03:53)
5. El Dedo en la Llaga (03:46
6. Andante (03:33)
7. El Aguijón (04:00)
8. Promesas (05:36)

- Datos: Q16493319